# Брок (Польща)
Брок (пол. Brok) — місто в східній Польщі, на Західному Бузі.
Належить до Островського повіту Мазовецького воєводства.

## Демографія
Демографічна структура станом на 31 березня 2011 року:
|          | Загалом | Допрацездатний вік | Працездатний вік | Постпрацездатний вік |
| -------- | ------- | ------------------ | ---------------- | -------------------- |
| Чоловіки | 979     | 183                | 681              | 115                  |
| Жінки    | 998     | 190                | 582              | 226                  |
| Разом    | 1977    | 373                | 1263             | 341                  |